# Short 330
De Short 330 is een transportvliegtuig gebouwd door de Noord-Ierse fabrikant Short Brothers en werd in 1976 op de markt geïntroduceerd. De hoogdekker met twee turbopropmotoren biedt plaats aan maximaal 30 passagiers maar wordt vaker gebruikt voor het vervoer van vracht. De 330 is de opvolger van de Short Skyvan en de voorloper van de Short 360.